# Этот человек Моисей
«Моисей и монотеизм» («Этот человек Моисей и монотеистическая религия», нем. Der Mann Moses und die monotheistische Religion; 1939) — три научных труда Зигмунда Фрейда, над которыми он работал на склоне лет. В этой работе Фрейд попытался перенести на историю целого народа методы анализа отдельной человеческой личности. Впоследствии этот приём исторического исследования получил название психоистории.

## Основные идеи
Опираясь на историко-культурный материал об Осарсефе, полученный египтологами Джеймсом Брэстедом и Эдуардом Мейером, Фрейд выдвигает догадку о том, что Моисей был не евреем, а высокопоставленным египтянином периода правления Эхнатона. Это позволяет ему развить собственную версию происхождения монотеистических религий. Пытаясь нащупать связь между атонизмом Эхнатона и Моисеем, Фрейд приводит собственную версию событий, описанных в библейской книге Исход.
После падения популярности фараона и его религии, Моисей, желая сохранить свою веру в единого бога Солнца — Атона, а также своё привилегированное положение, становится вождём живущего на периферии Египта племени рабов-семитов. Племя обращается в атонизм, Моисей вводит принятый у свободных граждан Египта обряд обрезания, и, благодаря периоду безвластия в стране, осуществляет беспрепятственный исход евреев с территории Египта.
Далее Фрейд высказывает предположение, что Моисей был убит в результате бунта, а его религию в течение нескольких последующих поколений поддерживала лишь приближённая к нему группа людей. В дальнейшем, испытывая чувство вины за убийство вождя, евреи привносят этико-религиозные элементы атонизма в предшествующий ему культ бога вулканов — Яхве и развивают идею Мессии — воскресшего Отца. Имя Атона приобретает звучание Адонай — ивр. אדני‎, «Господь».

## Издания
- Freud S. Moses ein Ägypter // Imago. Zeitschrift für psychoanalytische Psychologie ihre Grenzgebiete und Anwendungen — XXIII Band — 1937 — Heft 1 — S. 5—13.
- Freud S. Wenn Moses ein Ägypter war ... // Imago. Zeitschrift für psychoanalytische Psychologie ihre Grenzgebiete und Anwendungen — XXIII Band — 1937 — Heft 4 — S. 387—419.
- Freud S. Der Mann Moses und die monotheistische Religion. Drei Abhandlungen — Amsterdam: Verlag Allert de Lange, 1939 — 241 s.
- Freud S. Moses and Monotheism  (translated from the German by Katherine Jones) — New York: Alfred A. Knoff, 1939.
- Freud S. Moses and Monotheism (translated from the German by Katherine Jones) — New York: Vintage Books, Alfred A. Knoff, Inc., Random House, Inc., 1967 — 178 p. ISBN 0-394-70014-7
- Фрейд З. Человек по имени Моисей и монотеистическая религия (перевод с немецкого Р. Ф. Дорельцева) — М.: Наука, 1993 — 172 с. ISBN 5-02-008213-9
- Фрейд З. Человек по имени Моисей и монотеистическая религия / Пер. с нем. Р. Додельцева. — Спб.: Издательская Группа «Азбука-классика», 2009 — 192 с. ISBN 978-5-9985-0432-7
- Фрейд З. Этот человек Моисей (перевод с английского Р. Нудельмана) — М.: Ломоносовъ, 2021 — 192 с. ISBN 978-5-91678-679-8